# Claudio Simi
Pour les articles homonymes, voir Simi (homonymie).
Claudio Simi, né le 11 décembre 1956, est un coureur de fond italien spécialisé en course en montagne. Il a remporté la CIME en 1980 et est double champion d'Italie de course en montagne.

## Biographie
Rejoignant les rangs du G.S. Orecchiella Garfagnana, Claudio s'illustre dans la discipline de course en montagne. En 1978, il remporte son premier titre de champion d'Italie de course en montagne. Durant cette même année, il décroche de plus le titre de champion d'Italie de course de relais en montagne avec ses coéquipiers d'Orecchiella. Il double la mise l'année suivante.
En 1979, Claudio remporte ses premiers succès internationaux en course en montagne. Il s'impose à l'ascension du Monte Faudo puis bat le record de Verres-Tscecore de près de deux minutes.
Il connaît une excellente saison 1980. Alignant les podiums en Coupe internationale de la montagne (CIME), il remporte sa seconde victoire au Monte Faudo et s'impose à Chaumont-Chasseral-Chaumont. Le 27 juillet, il effectue une excellente course lors du semi-marathon Marvejols-Mende pour parvenir à s'imposer avec près d'une minute d'avance sur l'Américain John Esquibel. Le 4 octobre, il termine troisième du Trophée du Lapin Vert à Haute-Nendaz et s'assure mathématiquement du titre, son seul rival, Daniel Oppliger, étant absent,. Il remporte de plus son second titre national en course en montagne.
Le 23 septembre 1985, Claudio prend part à l'édition inaugurale du Trophée mondial de course en montagne à San Vigilio di Marebbe. Prenant le départ du parcours long, il se dispute la troisième marche du podium avec son compatriote Fausto Bonzi mais doit ensuite faire face à la remontée de l'Anglais Kenny Stuart. Assurant sa place, il termine au pied du podium et décroche la médaille d'or au classement par équipes.
Il se concentre ensuite sur les courses sur route. À l'âge de 44 ans, il s'essaie avec succès à l'ultra-marathon et remporte sa première victoire sur les 53 km de la course Pistoia-Abetone en 2000. Il réédite son succès deux ans plus tard.

## Palmarès

### Course en montagne
| no  | masculin           | Course                                                | Longueur | Départ            | Temps           |
| --- | ------------------ | ----------------------------------------------------- | -------- | ----------------- | --------------- |
| 1re | Médaille d'or      | Ascension du Mont Faudo                               | 24,9 km  | 17 juin 1979      | 1 h 34 min 32 s |
| 3e  | Médaille de bronze | Ascension du Mont Faron                               | 14,7 km  | 6 avril 1980      | 51 min 21 s     |
| 1re | Médaille d'or      | Ascension du Mont Faudo                               | 24,9 km  | 15 juin 1980      | 1 h 35 min 54 s |
| 1re | Médaille d'or      | Chaumont-Chasseral-Chaumont                           | 32 km    | 20 juillet 1980   | 2 h 4 min 58 s  |
| 4e  | 4e                 | Trophée mondial de course en montagne - Parcours long | 14,6 km  | 23 septembre 1985 | 1 h 9 min 58 s  |

### Route
| Année | Compétition                   | Lieu              | Place | Épreuve          | Temps           |
| ----- | ----------------------------- | ----------------- | ----- | ---------------- | --------------- |
| 1980  | Semi-marathon Marvejols-Mende | Mende             | 1er   | Course populaire | 1 h 18 min 21 s |
| 1982  | Marathon de Livourne          | Livourne          | 2e    | Marathon         | 2 h 24 min 52 s |
| 1999  | Marathon du Mugello           | Borgo San Lorenzo | 3e    | Marathon         | 2 h 39 min 41 s |
| 2000  | Pistoia-Abetone               | Abetone           | 1er   | Ultra-marathon   | 3 h 35 min 0 s  |
| 2001  | Pistoia-Abetone               | Abetone           | 2e    | Ultra-marathon   | 3 h 40 min 22 s |
| 2002  | Pistoia-Abetone               | Abetone           | 1er   | Ultra-marathon   | 3 h 41 min 36 s |
| 2003  | Pistoia-Abetone               | Abetone           | 3e    | Ultra-marathon   | 3 h 45 min 26 s |

## Records
| Épreuve       | Performance     | Date            | Lieu      |
| ------------- | --------------- | --------------- | --------- |
| Semi-marathon | 1 h 15 min 11 s | 19 février 2006 | Scandicci |
| 25 kilomètres | 1 h 19 min 19 s | 1er août 1981   | Verden    |
| 30 kilomètres | 1 h 40 min 11 s | 31 juillet 1983 | Lucques   |
| Marathon      | 2 h 18 min 1 s  | 1er mai 1981    | Goritz    |